# Fjällbacka
Fjällbacka – miejscowość (tätort) w południowo-zachodniej Szwecji, na wybrzeżu cieśniny Skagerrak, w regionie terytorialnym Västra Götaland i gminie Tanum, licząca 859 mieszkańców (według danych na 31.12.2010). Historycznie, przynależy do kraju Götaland i krainy Bohuslän. Niegdyś osada rybacka, obecnie popularna miejscowość turystyczna z wieloletnią historią.
Położona 25 km od granicy szwedzko-norweskiej, 130 km od Göteborga, 165 km od Oslo i 520 km od Sztokholmu. Przez Fjällbackę przebiega droga regionalna nr 163 (Länsväg 163), poprzez którą miejscowość jest komunikowana z resztą kraju.
Poza turystyką, znaczna część mieszkańców nadal trudni się rybołówstwem (oprócz ryb, połowy homarów, krabów i skorupiaków).
W 1974 we Fjällbace na świat przyszła Camilla Läckberg, która również tutaj dorastała. Miejscowość stała się znana dzięki rozgrywającym się w niej lub w jej okolicach kryminałom, autorstwa tej pisarki (serie: "Saga o Fjällbace" i "Morderstwa w Fjällbace"). We Fjällbace mieszkała aktorka Ingrid Bergman, kiedy odwiedzała Szwecję. Tu też znajduje się jej popiersie i skwer.
Znajduje się tutaj jedna z fabryk Tetra Pak.